# Filmfestival van San Sebastián 2019
Het 67ste Filmfestival van San Sebastián is een internationaal filmfestival dat plaats vond  in San Sebastián, Spanje van 20 tot en met 28 september 2019. De film Blackbird, geregisseerd door Roger Michell, werd geselecteerd als openingsfilm. 

## Jury
De internationale jury:
| Naam                         | Beroep                                | Land       |
| ---------------------------- | ------------------------------------- | ---------- |
| Neil Jordan (juryvoorzitter) | Filmregisseur, schrijver en producent | Ierland    |
| Pablo Cruz                   | Film- en televisieproducent           | Mexico     |
| Lisabi Fridell               | Cameravrouw                           | Zweden     |
| Bárbara Lennie               | Actrice                               | Spanje     |
| Mercedes Morán               | Actrice                               | Argentinië |
| Katriel Schory               | Filmproducent                         | Israël     |

## Officiële selectie

### Binnen de competitie
De volgende films werden geselecteerd voor de internationale competitie. De gearceerde film betreft de winnaar van de Gouden Schelp.
| Film                               | Regisseur                                   | Land                                                                            |
| ---------------------------------- | ------------------------------------------- | ------------------------------------------------------------------------------- |
| A Dark-Dark Man                    | Adilkhan Yerzhanov                          | Vlag van Kazachstan · Vlag van Frankrijk                                        |
| Blackbird                          | Roger Michell                               | Vlag van Verenigde Staten                                                       |
| Das Vorspiel                       | Ina Weisse                                  | Vlag van Duitsland · Vlag van Frankrijk                                         |
| Il pleuvait des oiseaux            | Louise Archambault                          | Vlag van Canada                                                                 |
| La hija de un ladrón               | Belén Funes                                 | Vlag van Spanje                                                                 |
| La trinchera infinita              | Aitor Arregi, Jon Garaño, Jose Mari Goenaga | Vlag van Spanje · Vlag van Frankrijk                                            |
| Lhamo and Skalbe                   | Sonthar Gyal                                | Vlag van China                                                                  |
| Mano de obra                       | David Zonana                                | Vlag van Mexico                                                                 |
| Mientras dure la guerra            | Alejandro Amenábar                          | Vlag van Spanje · Vlag van Argentinië                                           |
| Pacified                           | Paxton Winters                              | Vlag van Brazilië                                                               |
| Patrick                            | Gonçalo Waddington                          | Vlag van Portugal · Vlag van Duitsland                                          |
| Proxima                            | Alice Winocour                              | Vlag van Frankrijk · Vlag van Duitsland                                         |
| Rocks                              | Sarah Gavron                                | Vlag van Verenigd Koninkrijk                                                    |
| Thalasso                           | Guillaume Nicloux                           | Vlag van Frankrijk                                                              |
| The Other Lamb                     | Malgorzata Szumowska                        | Vlag van Ierland · Vlag van België · Vlag van Polen · Vlag van Verenigde Staten |
| Vendrá la muerte y tendrá tus ojos | José Luis Torres Leiva                      | Vlag van Chili · Vlag van Argentinië · Vlag van Duitsland                       |

### Buiten de competitie
| Film                   | Regisseur              | Land                                                                |
| ---------------------- | ---------------------- | ------------------------------------------------------------------- |
| The Song of Names      | François Girard        | Vlag van Canada · Vlag van Verenigd Koninkrijk · Vlag van Hongarije |
| Zeroville              | James Franco           | Vlag van Verenigde Staten                                           |
| Diecisiete             | Daniel Sánchez Arévalo | Vlag van Spanje                                                     |
| La odisea de los giles | Sebastián Borensztein  | Vlag van Argentinië · Vlag van Spanje                               |

## Prijzen
Binnen de competitie:
- Gouden Schelp voor beste film: Pacified van Paxton Winters
- Speciale Juryprijs: Proxima van Alice Winocour
- Zilveren Schelp voor beste regisseur: Aitor Arregi, Jon Garaño, Jose Mari Goenaga voor La trinchera infinita
- Zilveren Schelp voor beste acteur: Bukassa Kabengele voor Pacified
- Zilveren Schelp voor beste actrice: (ex-æquo) Nina Hoss voor Das Vorspiel en Greta Fernández voor La hija de un ladrón
- Juryprijs voor beste camerawerk: Laura Merians voor Pacified
- Juryprijs voor beste scenario: Luiso Berdejo, Jose Mari Goenaga voor La trinchera infinita

Overige prijzen (selectie)
- Beste nieuwe regisseur: Jorge Riquelme Serrano voor Algunas Bestias
- Premio Sebastiane: Monos